# Contea di Strathbogie
La contea di Strathbogie è una local government area che si trova nello Stato di Victoria. Si estende su una superficie di 3.302 chilometri quadrati e ha una popolazione di 9.486 abitanti. La sede del consiglio si trova a Euroa.